# Chōfu
Chōfu (調布市?) è una città giapponese conurbata di Tokyo.

## Infrastrutture e trasporti
- Aeroporto di Chōfu

## Impianti sportivi
- Tokyo Stadium
- Musashino Forest Sport Plaza
- Parco Musashino-no-mori